# For Once in My Life (Stevie Wonder)
For Once in My Life is het elfde studioalbum van Stevie Wonder. Het werd voor het eerst uitgebracht op 6 december 1968 door Tamla Motown.

## Geschiedenis
Het gelijknamige nummer werd in 1966 voor het eerst opgenomen door Jean DuShon, maar deze single bleek geen succes. Berry Gordy, de oprichter van Motown, zorgde ervoor dat "For Once in My Life" door Barbara McNair werd opgenomen voor het album Here I Am. Een jaar later liet Gordy het nummer opnemen door The Temptations. In dezelfde periode werd het zowel door Tony Bennett als door Stevie Wonder opgenomen. Wonder had met nummers als "Fingertips" en "Uptight (Everything's Alright)" al enige hits gescoord had, en zijn versie werd in oktober 1968 uitgebracht.
In 1999 verscheen een livealbum van de Nederlandse zangeres Trijntje Oosterhuis, For Once in My Life (Songs of Stevie Wonder - Live). Op dit album staan covers van verscheidene nummers van Wonder, waaronder "Higher Ground", "Living for the City" en "Signed, Sealed, Delivered I'm Yours".

## Composities
Op For Once in My Life staan de volgende twaalf nummers. Tussen haakjes staan de componisten aangegeven.
| Nr. | Titel                               | Schrijver(s)                           | Duur |
| --- | ----------------------------------- | -------------------------------------- | ---- |
| 1.  | For Once in My Life                 | Ron Miller, Orlando Murden             | 2:48 |
| 2.  | Shoo-Be-Doo-Be-Doo-Da-Day           | Henry Cosby, Sylvia Moy, Stevie Wonder | 2:45 |
| 3.  | You Met Your Match                  | Lula Mae Hardaway, Don Hunter, Wonder  | 2:37 |
| 4.  | I Wanna Make Her Love Me            | Cosby, Hardaway, Moy, Wonder           | 2:52 |
| 5.  | I'm More than Happy (I'm Satisfied) | Cosby, Cornelius Grant, Moy, Wonder    | 2:56 |
| 6.  | I Don't Know Why"                   | Hunter, Hardaway, Paul Riser, Wonder   | 2:46 |

| Nr. | Titel                   | Schrijver(s)                              | Duur |
| --- | ----------------------- | ----------------------------------------- | ---- |
| 1.  | Sunny (Bobby Hebb)"     | Bobby Hebb                                | 4:00 |
| 2.  | I'd Be a Fool Right Now | Cosby, Wonder, Moy                        | 2:54 |
| 3.  | Ain't No Lovin'         | Hunter, Hardaway, Riser, Wonder           | 2:36 |
| 4.  | God Bless the Child     | Arthur Herzog, Billie Holiday             | 3:27 |
| 5.  | Do I Love Her           | Wonder, Moy                               | 2:58 |
| 6.  | The House on the Hill   | Allen Story, Lawrence Brown, George Gordy | 2:36 |

## Bezetting
- Benny Benjamin - drums
- Henry Cosby - productie
- Don Hunter - productie
- James Jamerson - basgitaar
- Stevie Wonder - mondharmonica, keyboards, zang